# Dreams Worth More Than Money
Dreams Worth More Than Money là album phòng thu thứ hai của nghệ sĩ thu âm thể loại hip hop người Mỹ Meek Mill. Album phát hành vào ngày 29 tháng 6 năm 2015, bởi Maybach Music Group, Atlantic Records và bởi hãng thu âm riêng của Mill, Dream Chasers Records. Album được lên lịch phát hành vào ngày 9 tháng 9 năm 2014, tuy nhiên đã bị hoãn lại do lệnh trả tự do cho anh bị hủy vào ngày 11 tháng 7 năm 2014, và anh bị giam giữ trong tù trong 3 đến 6 tháng. Album xuất hiện ở vị trí quán quân bảng xếp hạng US Billboard 200, bán ra 214.752 bản trong tuần đầu phát hành, qua đó đánh dấu album đầu tiên quán quân bảng xếp hạng trong sự nghiệp của Mill. Do Nielsen Music SoundScan thay đổi thời lượng theo dõi doanh số, album tiếp tục giữ ngôi vị quán quân trong tuần thứ hai trên bảng xếp hạng.

## Bối cảnh sản xuất
Meek Mill cho biết rằng với album này, anh tập trung vào việc rap hơn là vào tiền bạc. Anh kể rằng các rapper, đặc biệt là ở Philadelphia, đã không nhận được các khoản tín dụng để hỗ trợ cộng đồng của họ hòa nhập cùng với tiểu bang trong cuộc phỏng vấn với tạp chí XXL: "Nếu tôi ở vị trí là người có thể giúp đỡ, tôi sẽ giúp họ." Mill nói rằng anh đã nhận ra ngành công nghiệp âm nhạc có giá trị hơn là sự giàu có, một triết lý đã được tóm gọn trong tựa đề của album, Dreams Worth More Than Money.

## Quảng bá
Tháng 7 năm 2014, video quảng bá cho album được ra mắt. Vào ngày 10 tháng 5 năm 2015, Meek thông báo rằng danh sách bài hát của album đã hoàn thiện, và anh cũng cho biết rằng album đã chính thức được hoàn tất. Sau đó, 11 bản tiết lộ trước về album được đăng tải trên trang Instagram của anh. Trang web chính thức của Nicki Minaj thông báo đã ghi hình video âm nhạc cho bài hát "All Eyes on You", với khách mời là Minaj, cùng với Chris Brown. Video này được đạo diễn bởi Benny Boom. Vào ngày 22 tháng 7 năm 2015, Meek Mill công khai chỉ trích rapper Drake trên Twitter, sau khi khó chịu với cáo buộc Drake sử dụng một máy viết nhạc ảo để xuất hiện trong album.

## Đánh giá chuyên môn
| Đánh giá chuyên môn  | Đánh giá chuyên môn |
| Điểm trung bình      | Điểm trung bình     |
| Nguồn                | Đánh giá            |
| -------------------- | ------------------- |
| Metacritic           | 73/100              |
| Nguồn đánh giá       |                     |
| Nguồn                | Đánh giá            |
| Billboard            | [ 15 ]              |
| Complex              | [ 16 ]              |
| Consequence of Sound | B                   |
| HipHopDX             | [ 18 ]              |

Dreams Worth More Than Money nhận được những đánh giá tích cực từ giới phê bình. Trên Metacritic, trang có hệ thống đánh giá album ở thang điểm 100 dựa theo các đánh giá từ các nhà phê bình, album nhận được điểm trung bình là 73, với nhận xét chung là "được đa số đánh giá ưa thích", dựa trên 10 bài đánh giá.

## Diễn biến thương mại
Album ra mắt ở vị trí quán quân bảng xếp hạng US Billboard 200, với doanh số đạt 246.000 tại Hoa Kỳ (trong đó có 215.000 đơn vị là album truyền thống), trở thành album đầu tiên của Mill quán quân bảng xếp hạng, và là album có doanh số trong 1 tuần cao nhất kể từ sau Dreams and Nightmares. Đây cũng là album có lượng bán ra trong tuần đầu phát hành cao thứ tư trong năm 2015. Sau đó, album trải qua tuần thứ hai ở vị trí số 1, nhờ sự thay đổi thời lượng theo dõi doanh số lên 11 ngày, do xảy ra khác biệt trong lịch trình theo dõi hằng tuần của Billboard. Khoảng thời gian này tính cả doanh số của tuần trước đó, cộng thêm với 4 ngày đầu tiên của tuần kế tiếp. Doanh số của "tuần" này chính bằng doanh số của album kể từ ngày phát hành, tổng cộng vào khoảng 283.000 đơn vị quy đổi. Sau 2 tuần ở ngôi quán quân, album tụt xuống vị trí thứ 3 trong tuần thứ ba trên bảng xếp hạng, với 53.000 đơn vị bán ra trong tuần 16 tháng 7. Tính đến cuối năm 2015, Dreams Worth More Than Money đã bán ra 350.000 bản.

## Danh sách và thứ tự các bài hát
| Dreams Worth More Than Money — Phiên bản chuẩn | Dreams Worth More Than Money — Phiên bản chuẩn            | Dreams Worth More Than Money — Phiên bản chuẩn                                                                            | Dreams Worth More Than Money — Phiên bản chuẩn            | Dreams Worth More Than Money — Phiên bản chuẩn |
| STT                                            | Nhan đề                                                   | Sáng tác | Sản xuất                                                  | Thời lượng                                     |
| ---------------------------------------------- | --------------------------------------------------------- | --- | --------------------------------------------------------- | ---------------------------------------------- |
| 1.                                             | "Lord Knows"                                              | Robert Williams Daniel "Play Picasso" Gonzalez Teris V Daystar Peterson                                                   | Play Picasso Tory Lanez                                   | 5:18                                           |
| 2.                                             | "Classic" (hợp tác với Swizz Beatz)                       | Williams Kasseem Dean Jeremih Felton Shondrae Crawford                                                                    | Mr. Bangladesh                                            | 2:47                                           |
| 3.                                             | "Jump Out the Face" (hợp tác với Future)                  | Williams Nayvadius Wilburn Leland Wayne Joshua Luellen                                                                    | Metro Boomin Southside                                    | 2:41                                           |
| 4.                                             | "All Eyes on You" (hợp tác với Nicki Minaj & Chris Brown) | Williams Onika Maraj Chris Brown Alex Delicata Andre Davidson Sean Davidson Kevin Cossom Danny Morris Christopher Wallace | Delicata Morris The Monarch Cossom DJ Khaled              | 3:43                                           |
| 5.                                             | "The Trillest"                                            | Williams J. Ng Juan Peters                                                                                                | Stoopid on da Beat                                        | 4:35                                           |
| 6.                                             | "R.I.C.O." (hợp tác với Drake)                            | Williams Aubrey Graham Anderson Hernandez K. Gomringer                                                                    | Vinylz                                                    | 3:17                                           |
| 7.                                             | "I Got the Juice"                                         | Williams Daveon "Yung Exclusive" Jackson Ronald LaTour                                                                    | Cardo Yung Exclusive                                      | 2:55                                           |
| 8.                                             | "Ambitionz"                                               | Williams Matthew Samuels Tupac Shakur Delmar Arnaud D. Wint                                                               | Boi-1da                                                   | 3:57                                           |
| 9.                                             | "Pullin' Up" (hợp tác với The Weeknd)                     | Williams Abel Tesfaye Ben "Ben Billion$" Diehi Carlo Montagnese Daniel Schofield                                          | Ben Billion$ Danny Boy Styles Illangelo Cali The Producer | 4:29                                           |
| 10.                                            | "Check"                                                   | Williams Wayne Luellen | Metro Boomin Southside [ 23 ]                             | 3:14                                           |
| 11.                                            | "Been That" (hợp tác với Rick Ross)                       | Williams William Roberts II C. Reid Joshua "SykSense" Scruggs M. Day Ozan "OZ" Yildirim W. Clarke                         | OZ SykSense                                               | 3:01                                           |
| 12.                                            | "Bad for You" (hợp tác với Nicki Minaj)                   | Williams Maraj H. Gruzman J. Hamilton J. Lyell                                                                            | Ben Billion$                                              | 3:23                                           |
| 13.                                            | "Stand Up"                                                | Williams Marcella Araica Nathaniel Hills                                                                                  | Danja                                                     | 4:04                                           |
| 14.                                            | "Cold Hearted" (hợp tác với Diddy)                        | Williams Sean Combs Yildirim                                                                                              | OZ                                                        | 6:55                                           |

| Dreams Worth More Than Money — Bài hát thêm cho phiên bản phát hành độc quyền trên Best Buy | Dreams Worth More Than Money — Bài hát thêm cho phiên bản phát hành độc quyền trên Best Buy | Dreams Worth More Than Money — Bài hát thêm cho phiên bản phát hành độc quyền trên Best Buy | Dreams Worth More Than Money — Bài hát thêm cho phiên bản phát hành độc quyền trên Best Buy | Dreams Worth More Than Money — Bài hát thêm cho phiên bản phát hành độc quyền trên Best Buy |
| STT                                                                                         | Nhan đề                                                                                     | Sáng tác                                                                                    | Sản xuất                                                                                    | Thời lượng                                                                                  |
| ------------------------------------------------------------------------------------------- | ------------------------------------------------------------------------------------------- | ------------------------------------------------------------------------------------------- | ------------------------------------------------------------------------------------------- | ------------------------------------------------------------------------------------------- |
| 15.                                                                                         | "My Niggas" (hợp tác với August Alsina)                                                     | Williams Peterson August Alsina Michael Hernandez Richard Duran                             | The MeKanics Remedy                                                                         | 3:39                                                                                        |
| 16.                                                                                         | "Main" (hợp tác với Jeremih)                                                                | Williams Felton Orlando Tucker                                                              | Jahlil Beats                                                                                | 3:06                                                                                        |

Các bài hát lấy mẫu
- "Lord Knows" có phần được lấy mẫu từ bài "Mozart's Requiem Lacrimosa", biểu diễn bởi Slovak Philharmonic Orchestra and Choir.
- "The Trillest" có phần được lấy mẫu từ bài "Gone", biểu diễn bởi The Eden Project.
- "Ambitionz" có phần được thêm vào từ bài "Ambitionz Az A Ridah", biểu diễn bởi 2Pac.
- "Been That" có phần được lấy mẫu từ bài "The Upset", biểu diễn bởi Paul Kelly.
- "Bad for You" có phần được lấy mẫu từ bài "Heart Attack", biểu diễn bởi Flight Facilities và Owl Eyes.

## Xếp hạng

### Xếp hạng tuần
| Bảng xếp hạng (2015)                     | Vị trí cao nhất |
| ---------------------------------------- | --------------- |
| Album Úc (ARIA)                          | 26              |
| Album Bỉ (Ultratop Vlaanderen)           | 91              |
| Album Bỉ (Ultratop Wallonie)             | 108             |
| Album Canada (Billboard)                 | 1               |
| Album Hà Lan (Album Top 100)             | 42              |
| Album Pháp (SNEP)                        | 161             |
| Album Thụy Điển (Sverigetopplistan)      | 57              |
| Album Thụy Sĩ (Schweizer Hitparade)      | 26              |
| Album Anh Quốc (OCC)                     | 13              |
| Album Hoa Kỳ Billboard 200               | 1               |
| Album Hoa Kỳ Top R&B/Hip-Hop (Billboard) | 1               |